# Berglauf-Weltmeisterschaften 2007
Die 23. Berglauf-Weltmeisterschaften fanden am 15. September 2007 im Schweizer Ferienort Ovronnaz statt.

## Teilnehmer
Sportler aus folgenden 35 Ländern nahmen an den Weltmeisterschaften teil:
| - Australien - Belgien - Deutschland - England - Eritrea - Frankreich - Irland - Israel - Italien - Kanada - Kap Verde - Kolumbien - Kroatien - Nordmazedonien - Mexiko - Monaco - Neuseeland - Nordirland | - Österreich - Polen - Portugal - Rumänien - Russland - Schottland - Slowakei - Slowenien - Schweiz - Tschechien - Türkei - Uganda - Ukraine - Venezuela - Vereinigte Staaten - Wales - Belarus |

## Senior
Alle Sportler, die am 31. Dezember 2007 mindestens 18 Jahre alt waren, waren zur Teilnahme an den Senior-Wettkämpfen berechtigt.

### Männer

#### Einzelwertung
| Platz | Land    | Sportler             | Zeit      |
| ----- | ------- | -------------------- | --------- |
| 1     | Italien | Marco De Gasperi     | 51:49 min |
| 2     | Eritrea | Tesfayohannes Mesfin | 52:19 min |
| 3     | Eritrea | Ermias Tesfazghi     | 53:02 min |

Länge der Strecke: 12,3 km

An- und Abstieg der Strecke: 780 m

Teilnehmerzahl: 152 Läufer

#### Gruppenwertung
| Platz | Land    | Relevante Sportler                                                                               | Punkte |
| ----- | ------- | ------------------------------------------------------------------------------------------------ | ------ |
| 1     | Italien | 1. Marco De Gasperi 6. Marco Gaiardo 11. Gabriele Abate 12. Andrea Regazzoni                     | 30     |
| 2     | Eritrea | 2. Tesfayohannes Mesfin 3. Ermias Tesfazghi 10. Tewoldeberhan Kokob 15. Kessete Ghebrezghiabiher | 30     |
| 3     | Schweiz | 7. Alexis Gex-Fabry 8. Sébastien Epiney 22. David Schneider 24. Andy Sutz                        | 61     |

Länge der Strecke: 12,3 km

An- und Abstieg der Strecke: 780 m

Teilnehmerzahl: 25 Gruppen

### Frauen

#### Einzelwertung
| Platz | Land               | Sportlerin     | Zeit      |
| ----- | ------------------ | -------------- | --------- |
| 1     | Tschechien         | Anna Pichrtová | 39:11 min |
| 2     | Österreich         | Andrea Mayr    | 39:52 min |
| 3     | Vereinigte Staaten | Laura Haefeli  | 41:19 min |

Länge der Strecke: 8,3 km

An- und Abstieg der Strecke: 520 m

Teilnehmerzahl: 87 Läuferinnen

#### Gruppenwertung
| Platz | Land               | Relevante Sportlerinnen                                         | Punkte |
| ----- | ------------------ | --------------------------------------------------------------- | ------ |
| 1     | Vereinigte Staaten | 3. Laura Haefeli 8. Christine Lundy 12. Rachael Cuellar         | 23     |
| 2     | Tschechien         | 1. Anna Pichrtová 10. Iva Milesová 13. Táňa Metelková           | 24     |
| 3     | Italien            | 4. Elisa Desco 11. Maria Grazia Roberti 14. Monica Morstofolini | 29     |

Länge der Strecke: 8,3 km

An- und Abstieg der Strecke: 520 m

Teilnehmerzahl: 20 Gruppen

## Junior
Alle Sportler, die am 31. Dezember 2007 zwischen 16 und 19 Jahre alt waren, waren zur Teilnahme an den Junior-Wettkämpfen berechtigt.

### Männer

#### Einzelwertung
| Platz | Land    | Sportler        | Zeit      |
| ----- | ------- | --------------- | --------- |
| 1     | Uganda  | Geoffrey Kusuro | 34:27 min |
| 2     | Eritrea | Moussie Semere  | 34:32 min |
| 3     | Eritrea | Ouqbit Tseggay  | 34:34 min |

Länge der Strecke: 8,3 km

An- und Abstieg der Strecke: 520 m

Teilnehmerzahl: 78 Läufer

#### Gruppenwertung
| Platz | Land    | Relevante Sportler                                             | Punkte |
| ----- | ------- | -------------------------------------------------------------- | ------ |
| 1     | Eritrea | 2. Moussie Semere 3. Ouqbit Tseggay 4. Michael Hiyabu          | 9      |
| 2     | Türkei  | 5. Hasan Pak 9. Ercan Muslu 11. Erkan Kuş                      | 25     |
| 3     | Italien | 16. Alex Baldaccini 24. Andrea Tabacchi 30. Richard Tiraboschi | 70     |

Länge der Strecke: 8,3 km

An- und Abstieg der Strecke: 520 m

Teilnehmerzahl: 16 Gruppen

### Frauen

#### Einzelwertung
| Platz | Land       | Sportlerin          | Zeit      |
| ----- | ---------- | ------------------- | --------- |
| 1     | Australien | Lara Tamsett        | 20:48 min |
| 2     | Türkei     | Hülya Baştuğ        | 21:01 min |
| 3     | Australien | Veronica Wallington | 21:06 min |

Länge der Strecke: 4,3 km

An- und Abstieg der Strecke: 260 m

Teilnehmerzahl: 55 Läuferinnen

#### Gruppenwertung
| Platz | Land               | Relevante Sportlerinnen                | Punkte |
| ----- | ------------------ | -------------------------------------- | ------ |
| 1     | Australien         | 1. Lara Tamsett 3. Veronica Wallington | 4      |
| 2     | Vereinigte Staaten | 4. Anna Lieb 8. Maria Dalzot           | 12     |
| 3     | Türkei             | 2. Hülya Baştuğ 11. Fatma Batı         | 13     |

Länge der Strecke: 4,3 km

An- und Abstieg der Strecke: 260 m

Teilnehmerzahl: 17 Gruppen

## Medaillenspiegel
| Platz | Land               | Gold | Silber | Bronze | Gesamt |
| ----- | ------------------ | ---- | ------ | ------ | ------ |
| 1     | Italien            | 2    | –      | 2      | 4      |
| 2     | Australien         | 2    | –      | 1      | 3      |
| 3     | Eritrea            | 1    | 3      | 2      | 6      |
| 4     | Vereinigte Staaten | 1    | 1      | 1      | 3      |
| 5     | Tschechien         | 1    | 1      | –      | 2      |
| 6     | Uganda             | 1    | –      | –      | 1      |
| 7     | Türkei             | –    | 2      | 1      | 3      |
| 8     | Österreich         | –    | 1      | –      | 1      |
| 9     | Schweiz            | –    | –      | 1      | 1      |